# Karel Glastra van Loon
Karel Reinier Glastra van Loon (Amsterdam, 24 december 1962 – Hilversum, 1 juli 2005) was een Nederlandse schrijver, publicist, columnist, cabaretier en politiek activist.

## Loopbaan
Van 1988 tot 1994 maakte hij deel uit van de cabaretgroep Herenakkoord die in 1989 een finaleplaats behaalde bij het Camerettenfestival. Tot eind 1994 toerde hij met deze groep de cabarettheaters. Daarna raakte hij in televisiekringen verzeild; hij maakte documentaires voor Lolapaloeza en maakte enige tijd deel uit van de redactie van televisieprogramma Karel (met Karel van de Graaf) en later Hagens (met Pieter Jan Hagens).
In 1997 maakte hij zijn literair debuut met een bundel van zes verhalen over zijn bevindingen bij het maken van zijn documentaires "als schrijver en niet als journalist" in China (het neerslaan van het Tiananmenprotest), Nicaragua (na de  sandinistische revolutie), Koeweit (na de Golfoorlog van 1990-1991), Rusland (over zijn bezoek aan Leningrad), Indonesië (zijn verblijf op Kalimantan) en Armenië in Vannacht is de wereld gek geworden, dat in 2002 opnieuw zou worden uitgegeven.
Zijn bekendste boeken zijn De Passievrucht (1999) en Lisa's adem (2001). Met De Passievrucht won Glastra van Loon in 1999 de Generale Bank Literatuurprijs. Het boek werd in 31 talen vertaald en was daarmee enige tijd de meest vertaalde Nederlandse roman ooit. In 2003 volgde de verfilming De Passievrucht.
In 2002 toerde hij langs de Nederlandse theaters met Thomas Verbogt en Manon Uphoff met een literair theaterprogramma (deels als het Herenakkoord-personage Peter Edelweis).
Glastra van Loon was lid van de PSP en het Republikeins Genootschap. Hij gold als partij-ideoloog van de Socialistische Partij waar hij geen lid was maar wel meedraaide in brainstorm- en adviesgroepen. In samenwerking met SP-partijleider Jan Marijnissen schreef hij een aantal boeken over maatschappelijke onderwerpen. Verder schreef Glastra van Loon samen met Bob Fosko en Jan-Paul van der Meij in 2002 het SP- verkiezingslied 'Een mens is meer!' dat veelvuldig bij verkiezingsspotjes van de SP werd ingezet.
Hij was ook actief als columnist. In de vroege jaren negentig schreef hij (samen met Peer Engels) een column in Paul Haenens Mens + Gevoelens (onder de titel Glas & Engels), en hij schreef vanaf 2003 columns voor damesblad Margriet, omdat hij zijn schrijven niet tot de 'elite' wilde beperken.

## Privéleven en overlijden
Glastra van Loon was een zoon van de architect Feico Pieter Glastra van Loon (1922-2013) en Adriana Voorhoeve (1937). Hij was een kleinzoon van architect Joseph Cuypers. De componiste Gon Voorhoeve en kunstenares Mia Voorhoeve zijn zussen van zijn moeder. Karel Glastra van Loon was getrouwd en heeft drie kinderen. Zijn echtgenote Karin Kuiper is schrijfster, redacteur en vertaalster.
Begin 2004 werd bij hem een hersentumor geconstateerd, waaraan hij bijna anderhalf jaar later op 42-jarige leeftijd overleed.

## Prijzen
- 1998 - Rabobank Lenteprijs voor Literatuur voor De liefde komt altijd te laat
- 1999 - Generale Bank Literatuurprijs voor De passievrucht

## Artikelen en verhalen in tijdschriften
- 1997 - De liefde komt altijd te laat in Hollands Maandblad (nummer 8-9, pagina 22-38)
- 1999 - Nultijd in Hollands Maandblad (nummer 3, pagina 35)
- 1999 - Toets der kritiek - Middelmatigheid aan de macht in Hollands Maandblad (nummer 12, pagina 23-24)
- 2002 - Over het Amerikaanse gebrek aan zelfkritiek in Vrij Nederland (jaargang 63, 30 juli, pagina 62-64)
- 2003 - Waarom wij Clarence Seedorf haten in Nieuwe Revu (nummer 48, pagina 54-58)
- 2003 - De criticus heeft altijd gelijk in Tijdschrift schrijven (jaargang 7, december/januarinummer, pagina 15-17)

## Muziek
- 2002 - Een mens is meer!, campagnelied van de SP, geschreven samen met Bob Fosko en Nico Brandsen (Ketch-up 20020119)